# Mesquita de Selimiye
La mesquita de Selimiye (turc: Selimiye Camii) és un temple musulmà, d'època otomana, a la ciutat d'Edirne, Turquia.
El 1575, el soldà Selim II va encarregar a l'arquitecte reial otomà, Sinan, la construcció d'una enorme mesquita a la ciutat d'Edirne. La mesquita de Selim és avui el símbol i monument més característic de la ciutat, famosa per contenir els minarets més alts de tota Turquia, que fan 70,9 metres.
La mesquita, al costat de les seves instal·lacions külliye(complex d'un hospital, una escola, una biblioteca i/o banys al voltant d'una mesquita), va ser declarada Patrimoni de la Humanitat per la Unesco el 2011.

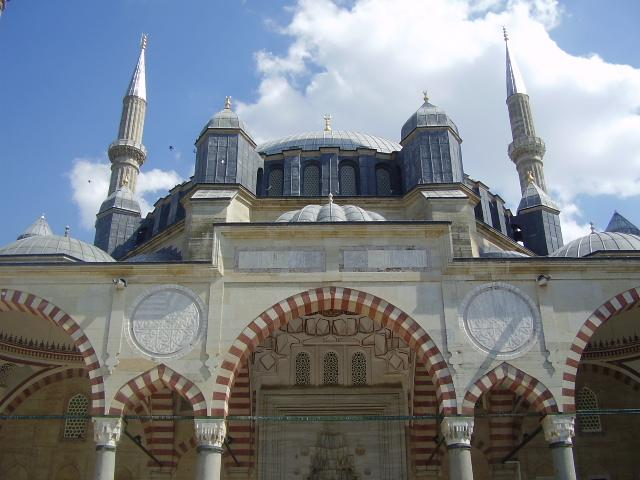
Cúpula i minarets
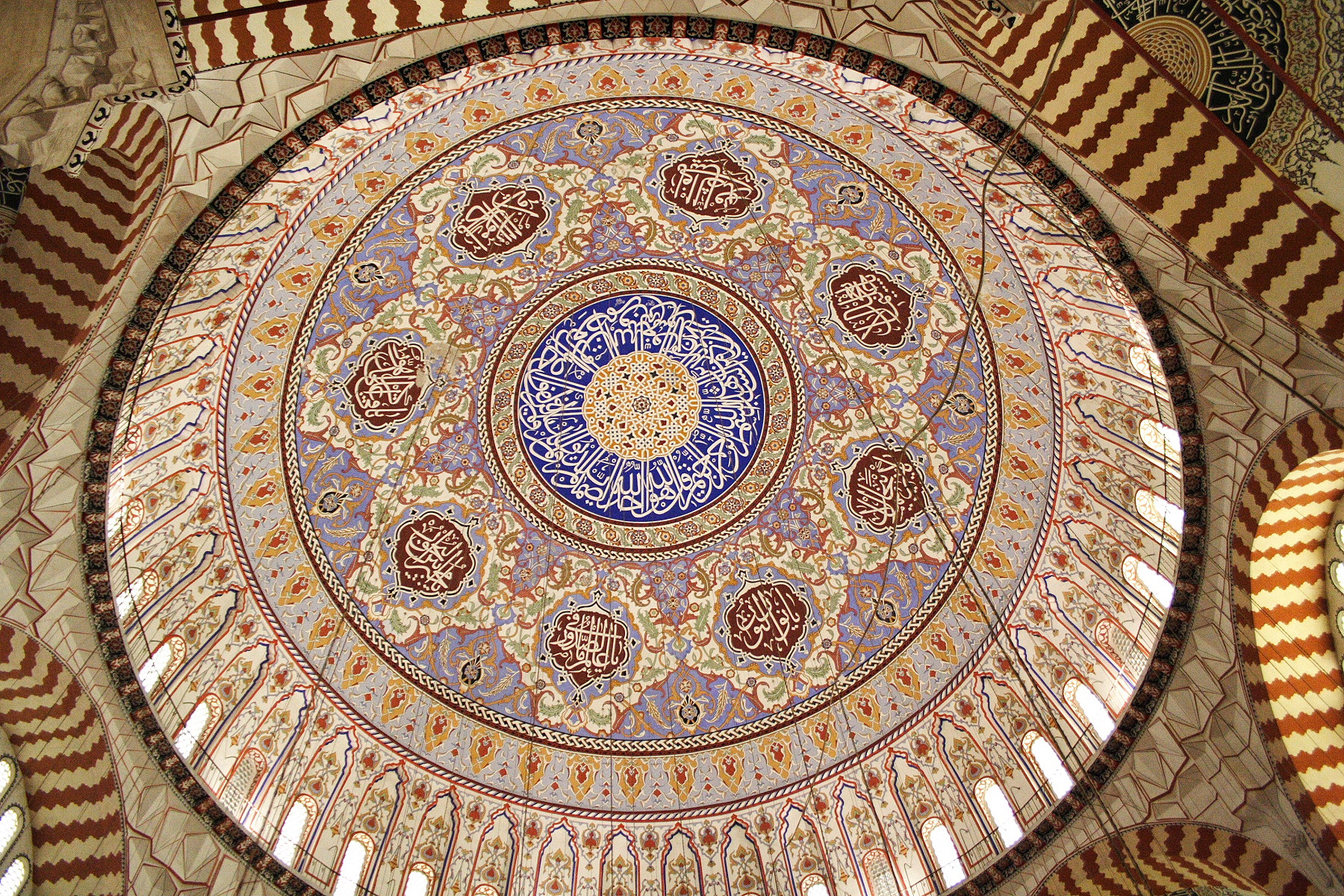
Interior de la cúpula central
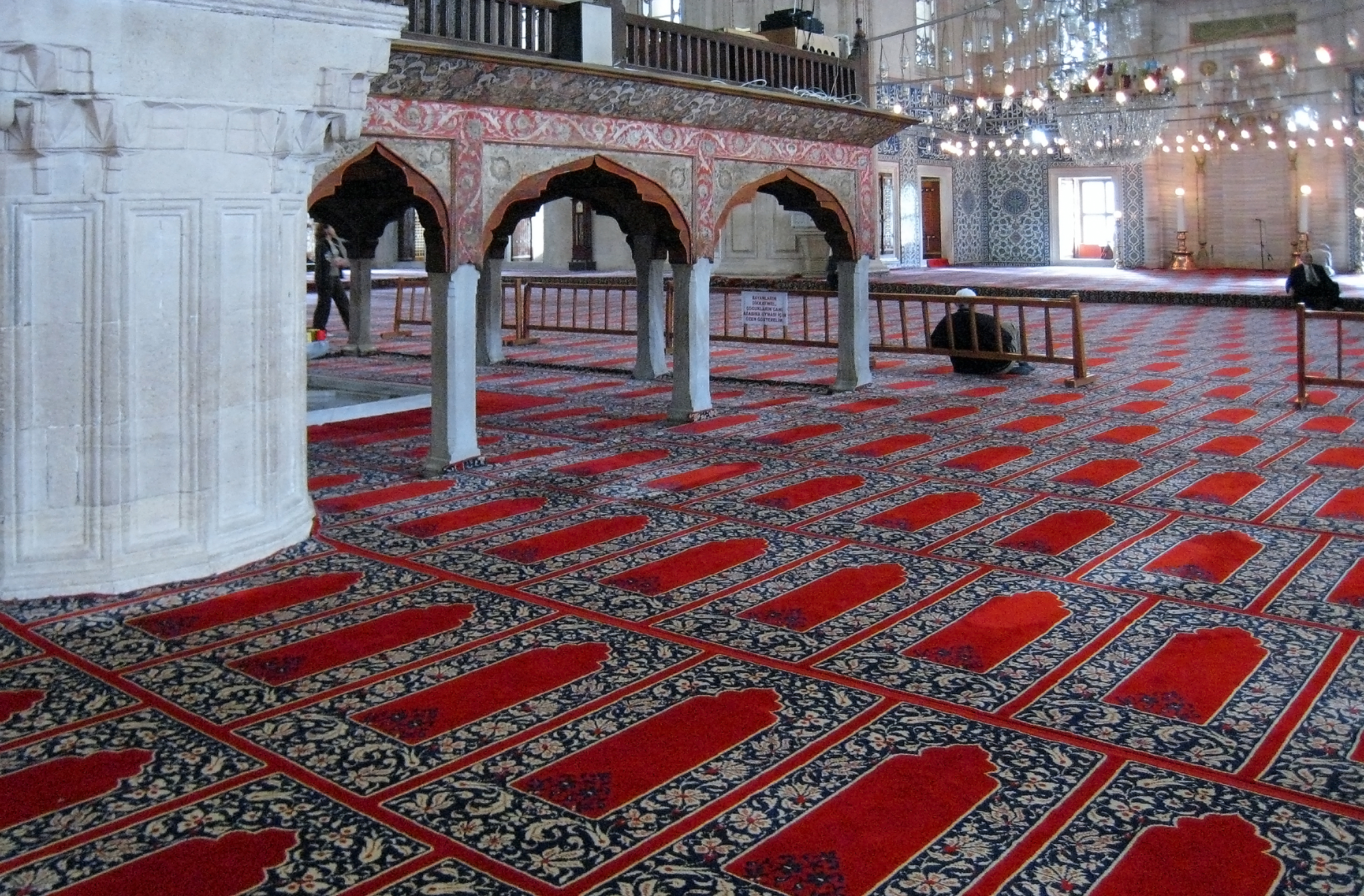
Interior de la mesquita de Selimiye
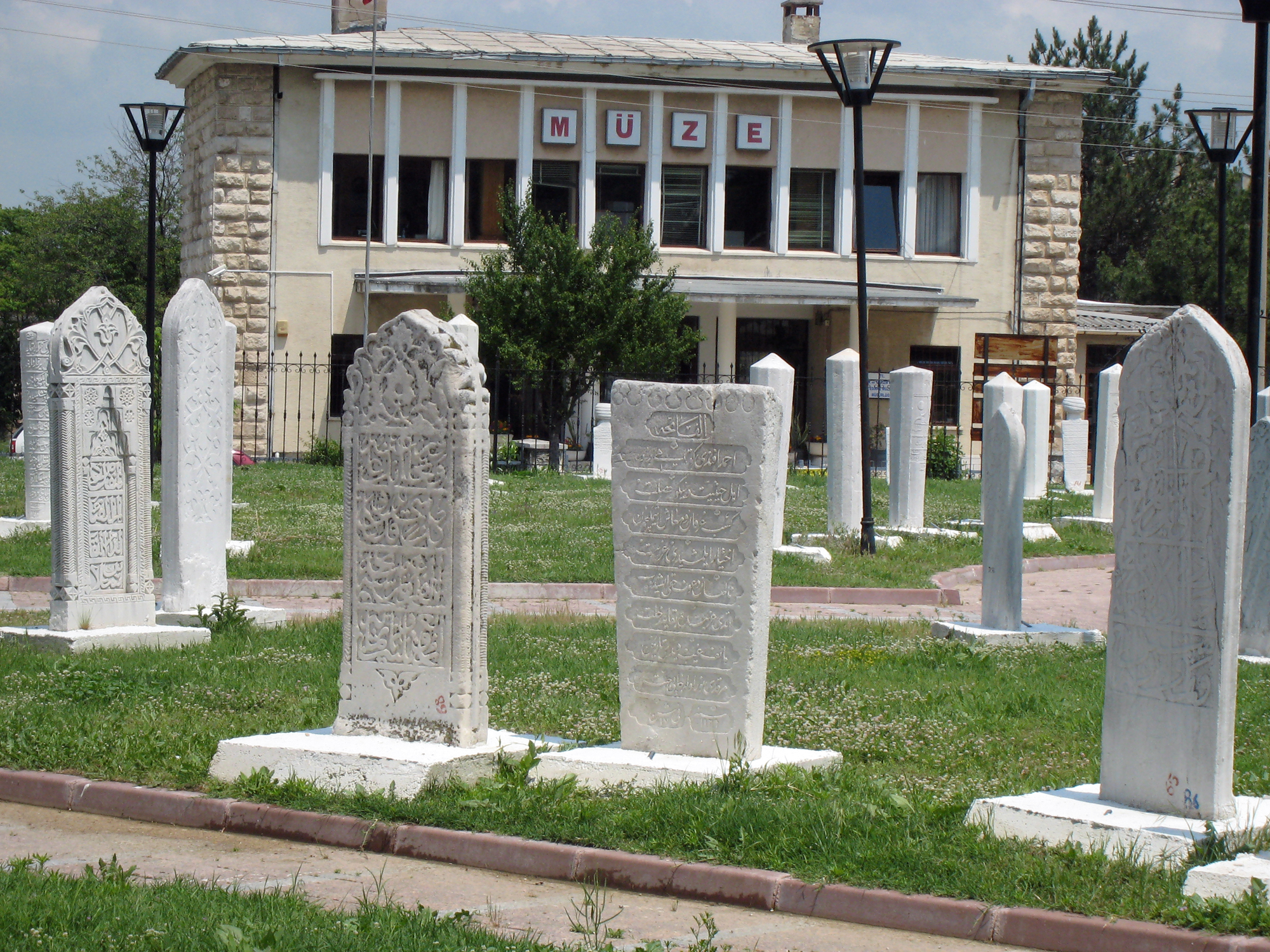
Cementiri i museu prop de la mesquita.
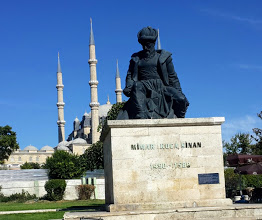
Mimar Sinan

La mesquita fou representada en el anvers i revers dels bitllets de 10000 lires turques del període 1982-1995.